# Saint-Étienne-de-Mer-Morte
Saint-Étienne-de-Mer-Morte é uma comuna francesa na região administrativa da Pays de la Loire, no departamento de Loire-Atlantique. Estende-se por uma área de 27,33 km². Em 2010 a comuna tinha 1 752 habitantes (densidade: 64,1 hab./km²).